# Vlootwetcrisis

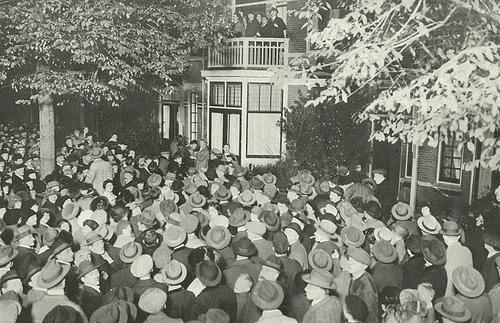
Op het balkon van het huis van Pieter Jelles Troelstra met Willem Drees tijdens de huldiging na het vlootwetdebat. Oktober 1923.

De vlootwetcrisis van 1923 was een kabinetscrisis en kabinetsformatie in Nederland, nadat de Tweede Kamer de vlootwet van kabinet-Ruijs de Beerenbrouck II had verworpen.
De ontwerp-vlootwet werd eind 1921 ingediend. De vlootwet had tot doel om de marine in Nederlands-Indië te versterken, maar kwam in een tijd dat op alle departementen bezuinigd werd. Het wetvoorstel werd op 26 oktober 1923 in de Tweede Kamer verworpen met 50 tegen 49 stemmen. Naast alle oppositiepartijen stemden ook tien dissidenten van de Roomsch-Katholieke Staatspartij (RKSP) tegen. Daarop bood het kabinet-Ruijs de Beerenbrouck II zijn ontslag aan. Omdat de formatie van een nieuw kabinet niet lukte, werd het ontslag door koningin Wilhelmina op 7 januari niet ingewilligd.

## Voorstel Vlootwet

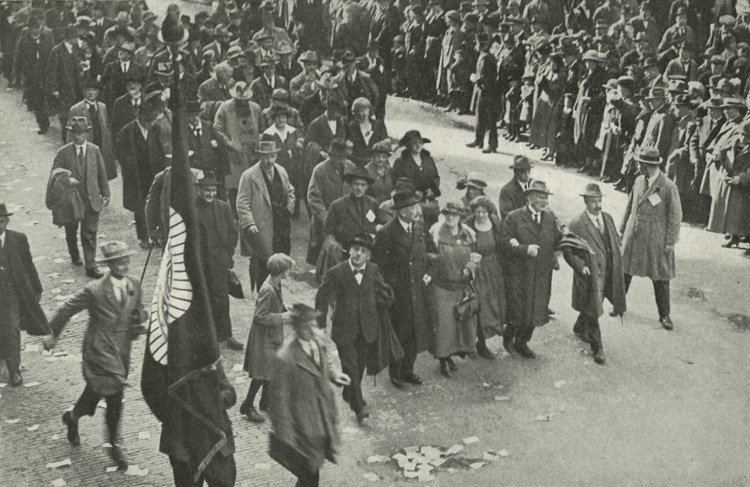
Demonstratie tegen de vlootwet, 1923

Door de militaire opkomst van Japan in het Verre Oosten moest er volgens de regering meer aandacht worden besteed aan de verdediging van de koloniale bezittingen, met name aan Nederlands-Indië, waarbij vooral een sterkere vloot noodzakelijk werd geacht. Het dilemma dat voorlag was: een sluitende begroting óf een afdoende verdediging van Indië.
Op 3 november 1921 kwam het kabinet-Ruijs de Beerenbrouck I, dat bestond uit de drie grote confessionele partijen, met een ontwerpwet om de vloot grondig te moderniseren. Het wetsvoorstel behelsde een vloot bestaande uit klein materieel, met een kern van zestien onderzeeboten, twee onderzeebootmijnenleggers, twee kruisers, vier flottieljevaartuigen, twaalf jagers en honderd vliegtuigen. De kosten van ongeveer driehonderd miljoen gulden zouden over zes jaar worden verdeeld. De wet zou op 1 januari 1924 in werking moeten treden.
Minister van Financiën Dirk Jan de Geer bood zijn ontslag aan, wat op 18 juli 1923 werd gepubliceerd. Zijn aftreden sloeg in als een bom. Hij was tegen de vlootwet en had dat bij de kabinetsformatie van 1922 al meegedeeld. Hij werd op 11 augustus opgevolgd door Hendrik Colijn. 
De algemene staatsbegroting voor 1924 omvatte, naast talrijke bezuinigingen, een plan om de uitgaven voor de vloot voor de eerstkomende zes jaren vast te leggen op het niveau van dat jaar. De plannen stuitten op zeer breed verzet, vooral uit linkse kringen. Tegenstanders vonden het onbegrijpelijk dat in een tijd van bezuinigingen, onder meer op de sociale voorzieningen, zoveel geld aan defensie moest worden besteed. Ook de liberalen schrokken terug voor de kosten. De socialisten en de vrijzinnig-democraten zagen de militaire begroting, vanuit het oogpunt van antimilitaristische overtuiging, in het geheel niet zitten. Alle oppositiepartijen waren tegen het voorstel. 

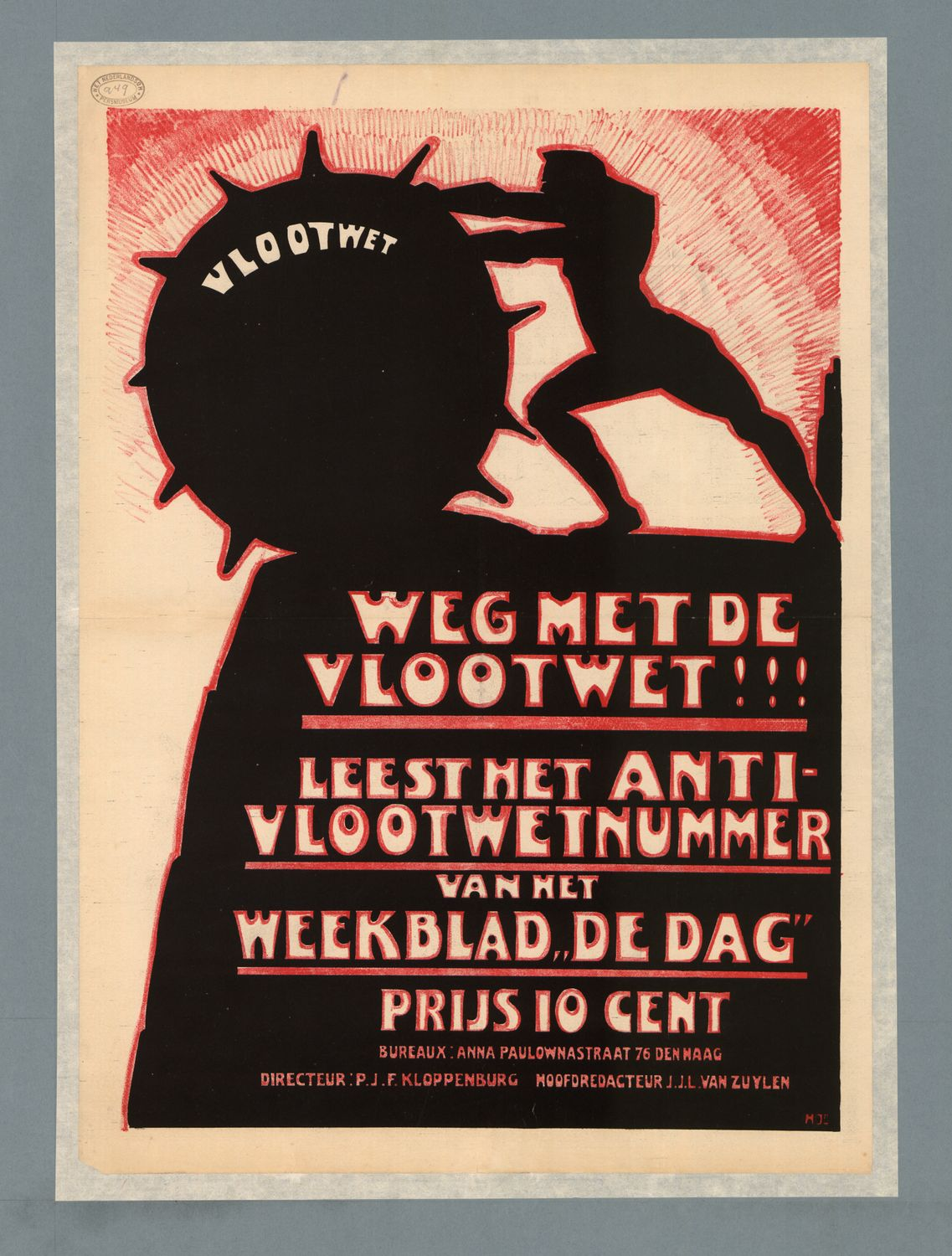
Weg met de vlootwet! poster van Albert Hahn jr. voor het sociaal-democratische weekblad De Dag

De tegenstanders van de vlootwet grepen naar een weinig gebruikt middel: het volkspetitionnement, georganiseerd door de SDAP en de socialistische vakbeweging, het NVV. Ruim 1,1 miljoen Nederlanders zetten hun handtekening. 
Vanaf 16 oktober 1923 debatteerde de Tweede Kamer over de vlootplannen. Tien dagen later was de stemming en werd het wetsvoorstel verworpen met 50 tegen 49 stemmen. Het socialistische dagblad Het Volk berichtte een dag later over de sfeer in de Tweede Kamer na de stemming: Rechts zwijgt stil. Ter linkerzijde uit de zoo lang bewogen opgewondenheid zich in den rooden hoek in een wilde uitbarsting van vreugde.

## Kabinetscrisis
Door de uitslag van de stemming ontstond een kabinetscrisis. De daaropvolgende kabinetsformatie bleek een uitermate moeizame te zijn, hoewel de regeringsmeerderheid groot genoeg leek. Een tiental leden van de Roomsch-Katholieke Staatspartij had namelijk samen met de linkse partijen tegen de Vlootwet gestemd. In 1924 weigerde koningin Wilhelmina uiteindelijk het ontslag van het tweede kabinet-Ruys de Beerenbrouck. Het kabinet bleef aan tot de eerstvolgende Tweede Kamerverkiezingen, die in 1925 zouden worden gehouden. 

## Dissidenten van de RKSP
De tien dissidenten van de RKSP waren:
- A.B. Michielsen
- A.J. Loerakker
- S.Ch.C. Bronsveld-Vitringa
- J.B. Bomans
- J.R.H. van Schaik
- G. Bulten
- J.G. Suring
- C.J. Kuijper
- A.H.J. Engels
- J. van Rijzewijk

NB: het Kamerlid B.J. Gerretson van de Christelijk-Historische Unie was vanwege ziekte afwezig bij de stemming.

## Bron
- Puchinger, Dr. G. (1970) Colijn en het einde van de coalitie I. De geschiedenis van de kabinetsformaties 1918-1924, J.H. Kok N.V. Kampen